# Políptic de la Mare de Déu de la Soledat
El Políptic de la Mare de Déu de la Soledat és una obra del Mestre de la Santa Sang que actualment forma part de la col·lecció permanent del Museu Frederic Marès.

## Descripció
Aquesta peça s'atribueix a un pintor anònim de l'escola de Bruges conegut com el Mestre de la Santa Sang per tal com és l'autor del tríptic del Davallament que es conserva al Museu de la Sang de Bruges. És un políptic, és a dir, un retaule format per diversos compartiments articulats. Les onze taules que el componen, un cop obert, fan referència als Set Dolors de la Verge.
D'esquerra a dreta podem identificar: el profeta Jeremies; la Circumcisió; la Fugida a Egipte; Jesús entre els doctors; Jesús camí del Calvari; la Verge de la Soledat, que representa Maria després de la mort de Jesús, sola i en actitud de recolliment; la Crucifixió; la Pietat; el Sant Enterrament; sant Joan Evangelista, i el profeta Salomó. Les quatre portes presenten en la cara exterior quatre figures. En les dues centrals: l'Ecce Homo -o el Crist fuetejat i amb una corona d'espines- i la Verge de genolls; en els dos extrems: la Magdalena i sant Joan Evangelista, identificat com el sant protector del donant agenollat als seus peus. Suposem que va ser aquest religiós el qui va encarregar i costejar l'obra, la destinació de la qual no coneixem. Com és habitual, la decoració exterior de les portes està realitzada en grisalla, tècnica en què s'utilitza exclusivament la gamma del blanc, gris i negre amb el fi d'imitar l'efecte del baix relleu.
La seva curiosa arquitectura de perfil curvilini en la zona central no té paral·lel conegut en la pintura flamenca, la qual cosa fa difícil definir quin va ser el seu emplaçament original. L'obra va ser pintada entre 1520 i 1525. Considerant l'estil pictòric i el tipus d'indumentària que duen els personatges, mostra la influència de Quintin Massys, el qual va incorporar a Flandes el sfumato introduït a Itàlia per Leonardo da Vinci i que consisteix a crear un efecte vaporós per donar major profunditat i llunyania a l'escena.